# Chowlihalli, Tiptur
Chowlihalli là một làng thuộc tehsil Tiptur, huyện Tumkur, bang Karnataka, Ấn Độ.